# Lumpemburguesia
Em Sociologia, Teoria política e Teoria econômica, lumpemburguesia é um termo de inspiração marxista que se aplica a setores da burguesia de países periféricos ou colonizados  (comerciantes, advogados, industriais, etc.) que se associam, de maneira subalterna ou dependente, à burguesia dos países centrais, fortalecendo as relações de dependência em relação a esses países.
A introdução do termo é frequentemente creditada a André Gunder Frank, que o utilizou em seu livro Lumpen-burguesia - Lumpen-desenvolvimento, [a] embora o termo já estivesse presente em textos de Lukács, Koestler, C. Wright Mills (1951) e no livro de Paul Baran,  The Political Economy of Growth (1957), citado por Ernest Germain (pseudônimo de Ernest Mandel), em texto de 1958.  Tanto Mandel como Gunder Frank estabeleceram a diferença entre  burguesias centrais (estruturadas, imperialistas, tecnologicamente sofisticadas) e  burguesias periféricas (subdesenvolvidas, semicoloniais, caóticas).
Formado pela palavras Lumpen ('trapo', em alemão) e bourgeoisie ('burguesia', em francês), o termo segue o conceito marxiano de lumpenproletariat ou sub-proletariado - uma fração do proletariado  constituída por mendigos, ladrões, drogados e desempregados crônicos etc., desprovida de consciência de classe e facilmente manipulada pela burguesia. De maneira análoga, a  lumpemburguesia, especialmente no contexto latinoamericano, refere-se a burguesias locais que se tornam caudatárias dos interesses de elites externas.

## Na América Latina
O termo lumpemburguesia tem sido mais frequentemente (mas não só) utilizado no contexto da América Latina. Frank explicava que o neologismo era um híbrido de lumpen e burguesia, observando que, embora as elites latino-americanas fossem semelhantes à burguesia europeia em vários aspectos, tinham uma grande diferença. Tal diferença estava na mentalidade das primeiras, que era semelhante à do lumpemproletariado - o "refugo de todas as classes", conforme descrito em O 18 de Brumário de Luís Bonaparte, facilmente manipulável em proveito da burguesia, frequentemente recorrendo  à prática de crimes.  Já as elites latino-americanas - embora não necessariamente praticantes de atividades criminosas - prejudicariam a economia local, em proveito dos exploradores estrangeiros, ao se tornarem intermediárias entre os compradores coloniais ricos e os produtores locais pobres.  As elites locais tornar-se-iam então cada vez mais dependentes do sistema, supervisionando a apropriação dos excedentes de produção das colônias e levando a sua parte, antes da venda dos bens ao exterior. Frank chamou esse modelo de lumpendesenvolvimento, e os países afetados por esse processo, de lumpenestados.

## Primeiros usos do termo
O termo lumpenbourgeoisie já aparece nos anos 1940, em Lukács e Arthur Koestler Foi usado também, por C. Wright Mills, em  White Collar: The American Middle Classes  (1951), para designar a multidão de empresas brancas "com uma alta taxa de mortalidade e que fazem uma fração do total de negócios realizados em suas linhas, envolvendo uma proporção consideravelmente maior de pessoas do que a sua cota de negócios".
Ainda nos anos 1950, o termo também foi usado por E. Franklin Frazier, em Bourgeoisie noire. Frazier, referindo-se à expansão dos negócios de propriedade de negros, tanto no Sul como no Norte do país, durante as primeiras décadas do século XX,  descreveu a classe empresarial negra dos EUA como uma lumpemburguesia que se agarravam ao que ele denominou o "mito do negócio negro", exagerando seu bem-estar econômico e ajudando a criar um mundo de faz-de-conta no qual seus membros poderiam escapar de sua inferioridade e inconsequência, na sociedade americana, fazendo parecer realmente significativas algumas mudanças meramente cosméticas da política racial dos Estados Unidos da época. 
Assim, a criação do termo tem sido indevidamente atribuída a Gunder Frank.  De todo modo, Frank popularizou-o, ao fazê-lo figurar no título de seu livro Lumpen-burguesia - Lumpen-desenvolvimento, de 1971.

## Usos posteriores do termo
Mais recentemente, o sociólogo mexicano Roger Bartra descreveu a lumpemburguesia como "uma camada social parasitária que se forma geralmente em torno de alguns setores da burguesia financeira e da burguesia burocrática". 
O vocábulo também aparece no artigo  "Lumpemburguesia e a verdade espiritual superior" (1997), do filósofo tcheco Karel Kosík, que define a lumpemburguesia como "um enclave militante, abertamente antidemocrático, dentro de uma democracia funcional mas incompleta e, portanto, indefesa". 